# Ранок (журнал)
«Ра́нок» — громадсько-політичний і літературно-мистецький місячник, орган ЦК ЛКСМУ, що виходив у Києві з липня 1965 по листопад 1991 року як продовження журналу «Зміна».

## Історія
Заснований у 1953 році як журнал «Зміна». Редакція знаходилася на Хрещатику, в будинку 8-б.
Із липня 1965 року — перейменований у «Ранок».
Багато місця в журналі приділялося літературно-мистецьким творам, найчастіше — молодих авторів. 
У журналі друкувався Григорій Тютюнник, Валерій Шевчук, Іван Дзюба, Євген Гуцало, Іван Драч, Ігор Калинець, Микола Вінграновський, Микола Сингаївський, Євген Сверстюк, Роберт Третьяков, Володимир Коломієць, Борис Комар, Віталій Коротич, Ганна Ігнатенко та інші.
З 1985 року в редакції журналу працювала українська поетеса Олена Матушек.
Останній номер — за жовтень 1991 року (№10).

### Постійні рубрики
- Доброго ранку (для дебютантів у літературі)
- Мистецькі ранки (інформація про молодих митців, спортивні репортажі, побутові поради, гумор тощо)